# Горличка сіроголова
Горличка сіроголова (Leptotila rufaxilla) — вид голубоподібних птахів родини голубових (Columbidae). Мешкає в Південній Америці.

## Опис

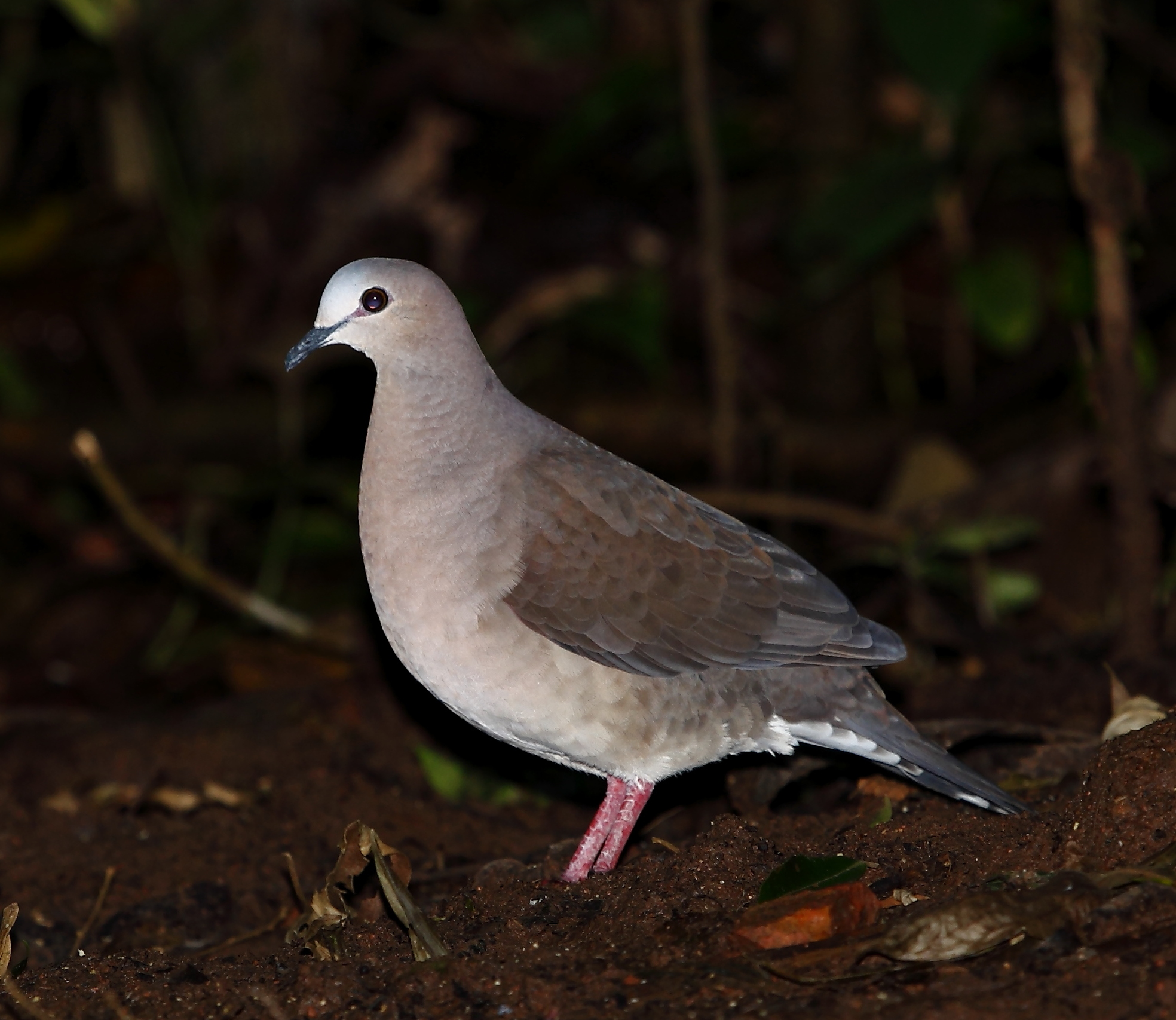
Сіроголова горличка

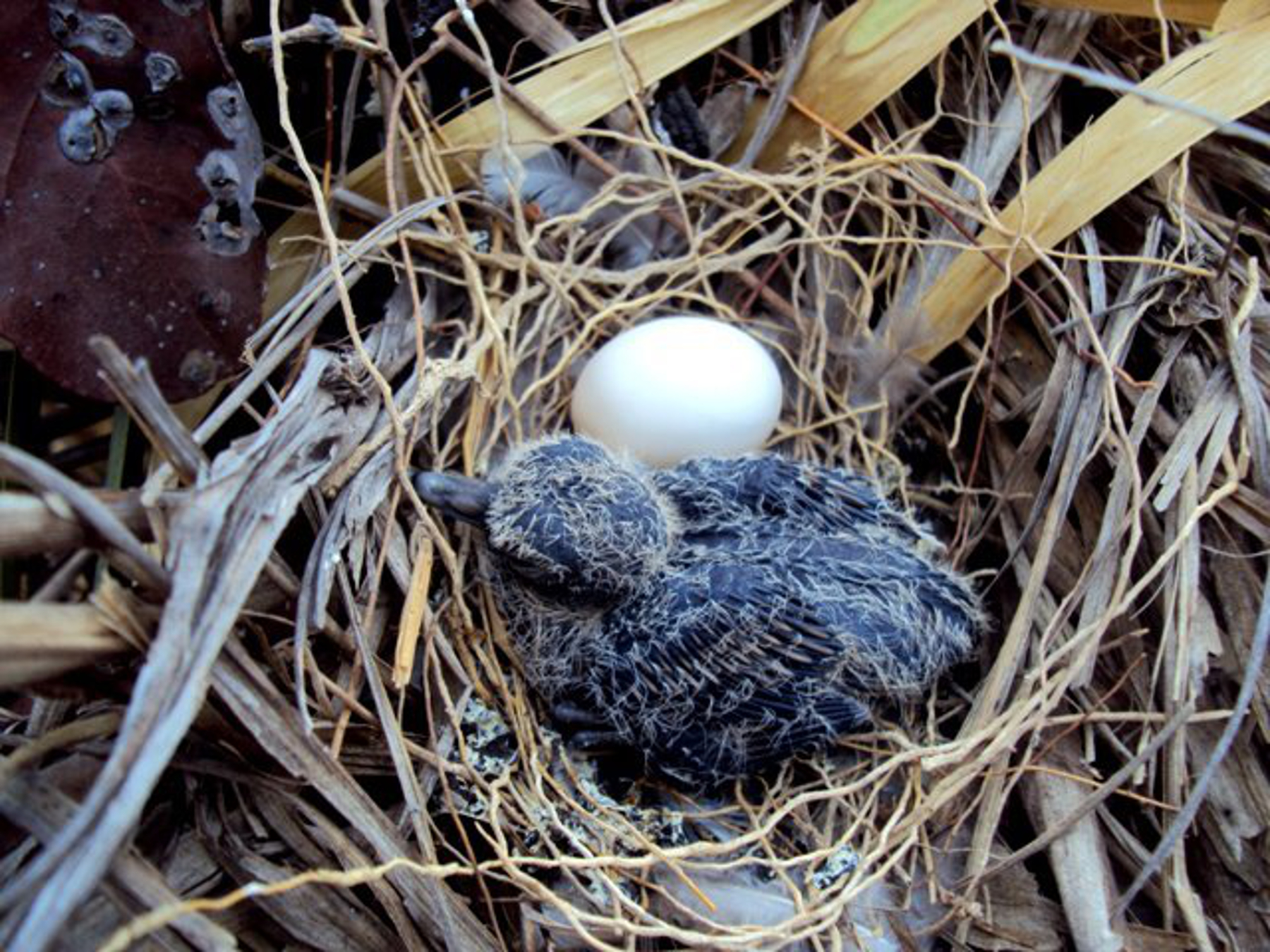
Гніздо сіроголової горлички

Довжина птаха становить 28 см, вага 115-183 г. У самців номінативного підвиду лоб сіруватий або сизуватий, тімя сизе, потилиця і задня частина шиї сірувато-фіолетові з райдужним відблиском. Обличчя охристе або рожевувато-охристе, горло рожевувато-біле. Верхня частина тіла оливково-коричнева з легким бронзовим відтінком на верхній частині спини. Центральні стернові пера оливково-коричневі, крайні стернові пера чорнуваті з білими кінчиками. Груди і шия з боків сірувато-рожеві, живіт білий. Дзьоб чорний, лапи червоні, очі жовті або карі, навколо очей плями голої червоної шкіри, оточені рожевувато-білим пір'ям. Самиці мають більш коричневе забарвлення, боки у них мають оливковий відтінок, верхня частина тіла має зеленуватий відтінок. Забарвлення молодих птахів подібне до забарвлення самиць, груди у них іржасті, поцятковані темно-коричневими смугами, пера на верхній частині тіла мають іржасті края. Представники різних підвидів вирізняються своїми розмірами і відтінком оперення.

## Підвиди
Виділяють шість підвидів:
- L. r. pallidipectus Chapman, 1915 — східна Колумбія і західна Венесуела;
- L. r. dubusi Bonaparte, 1855 — від південно-східної Колумбії до східного Перу, північно-західної Бразилії і південної Венесуели;
- L. r. rufaxilla (Richard & Bernard, 1792) — східна Венесуела, Гвіана і північна Бразилія (від Мадейри до північного Мараньяну);
- L. r. hellmayri Chapman, 1915 — північно-східна Венесуела (півострів Парія[en]) і острів Тринідад;
- L. r. bahiae Berlepsch, 1885 — центральна Бразилія (від півдня Мату-Гросу до Баїї);
- L. r. reichenbachii Pelzeln, 1870 — південна Бразилія (від Мату-Гросу до Еспіріту-Санту), Парагвай, Уругвай і північно-східна Аргентина.

## Поширення і екологія
Сіроголові горлички мешкають в Колумбії, Венесуелі, Гаяні, Суринамі, Французькій Гвіані, Бразилії, Еквадорі, Перу, Болівії, Аргентині, Парагваї, Уругваї та на Тринідаді і Тобаго. Вони живуть у вологих рівнинних тропічних лісах, на узліссях і галявинах. Зустрічаються на висоті до 2200 м над рівнем моря. Живляться насінням, плодами і комахами, яких шукають в лісовій підстилці. В кладці 1-2 яйця, інкубаційний період триває 12 днів, пташенята покидають гніздо через 12-13 днів після вилуплення.